# 陈光正
陈光正（1951年—），河南光山人，汉族，中华人民共和国政治人物、第十一届全国人民代表大会湖南地区代表。
毕业于中央广播电视大学汉语言文学专业，是中共党员。担任湖南南岭民用爆破器材股份有限公司董事长。2008年起担任全国人大代表。